# Gottfried Sonntag
Gottfried Sonntag (* 10. Februar 1846 bei Schwarzenbach (Oberpfalz); † 23. Juli 1921 in Bayreuth) war ein deutscher Komponist. 
Sonntag war Stabshoboist (Hautboist der Infanterie) im Bayerischen Infanterie-Regiment 7 und komponierte bekannte Märsche. Sein berühmtester Marsch ist der Nibelungenmarsch mit Motiven aus dem Ring des Nibelungen, so zum Beispiel Siegfrieds „Hornruf“ von Richard Wagner.